# فرودگاه اوشن ریف کلاب
فرودگاه اوشن ریف کلاب (به انگلیسی: Ocean Reef Club Airport) یک فرودگاه خصوصی با کد یاتا OCA است. این فرودگاه در کشور ایالات متحده آمریکا قرار دارد و در ارتفاع ۲ متری از سطح دریا واقع شده‌است.